# Sophie Muller
Sophie Melanie Muller (* 31. Januar 1962 in Marylebone, London, England) ist eine britische Musikvideo-Regisseurin. Sie führte bei über 160 Musikvideos Regie und arbeitete dabei langfristig mit Künstlern wie No Doubt, Garbage, Blur, Annie Lennox und den Eurythmics zusammen.

## Leben
Obwohl in London geboren, wuchs sie auf der Isle of Man auf, ging dann wieder nach London, besuchte das Central Saint Martins College of Art and Design und studierte nach ihrem Abschluss dort Film und Fernsehen auf dem Royal College of Art auf Master. Von ihren während des Studiums gedrehten Filmen „Interlude“ und „In Excelsis Deo (In Adoration of God)“ wurde „In Excelsis Deo“ mit dem „J Walter Thompson Prize for creativity“ ausgezeichnet.
Zunächst arbeitete sie bei dem Horrorfilm „Company of Wolves“ (Deutsch: „Die Zeit der Wölfe“) als dritte Assistentin. Die Möglichkeit, selbst Regie zu führen, ergab sich für sie aus der Bekanntschaft mit John Stewart und Billy Poveda von der Oil Factory – einem zu dem Zeitpunkt bereits etablierten Filmproduktionsunternehmen. Sie begann dort mit Werken wie „I Need A Man“ für die Eurythmics. Bei der Oil Factory wurde sie eine der meistbeschäftigten Mitarbeiterinnen. Zurzeit ist sie sowohl für die amerikanische Produktionsfirma Oil Factory als auch für die britische Firma Factory Films tätig.

## Musikvideos (Auswahl)
1982
- Eurythmics – The Walk (Bearbeitung)

1987
- Eurythmics – Beethoven (I Love to Listen to)
- Eurythmics – I Need a Man

1988
- Eurythmics – Brand New Day

- Eurythmics – Do You Want to Break Up?
- Eurythmics – Heaven
- Eurythmics – I Need You
- Eurythmics – Put the Blame On Me
- Eurythmics – Savage
- Eurythmics – Wide Eyed Girl
- Sade – Nothing Can Come Between Us
- Sade – Turn My Back On You
- Eurythmics – I Need a Man
- Sade – Love Is Stronger Than Pride
- Eurythmics – You Have Placed a Chill In My Heart
- Shakespear’s Sister – Break My Heart
- Annie Lennox featuring Al Green – Put a Little Love In Your Heart

1989
- Shakespear’s Sister – You’re History
- Shakespear’s Sister – Run Silent
- Eurythmics – Don't Ask Me Why
- Eurythmics – Angel

1990
- Eurythmics – King & Queen of America
- Julia Fordham – Lock and Key
- Sinéad O’Connor – Emperor’s New Clothes

1991
- Nanci Griffith – Late Night Grande Hotel
- World Party – Thank You World
- Curve – Coast Is Clear
- Shakespear’s Sister – Goodbye Cruel World

1992
- Curve – Fait Accompli
- Shakespear’s Sister – Stay
- Aaron Neville – Somewhere, Someday
- Annie Lennox – Why
- Shakespear’s Sister – Hello
- Annie Lennox – Precious
- Vegas – Possessed
- Annie Lennox – Cold
- Sade – No Ordinary Love
- Annie Lennox – Walking On Broken Glass
- Shakespear’s Sister – I Don’t Care
- Annie Lennox – Little Bird

1993
- Björk – Venus as a Boy
- Annie Lennox – Love Song for a Vampire
- Annie Lennox – Money Can’t Buy It

1994
- Hole – Miss World
- The Jesus and Mary Chain featuring Hope Sandoval – Sometimes Always
- The Jesus and Mary Chain – Come On
- Sparks – When Do I Get to Sing My Way?

1995
- Sophie B. Hawkins – As I Lay Me Down
- Sparks – When I Kiss You
- Stone Roses – Ten Storey Love Song
- Lisa Loeb & Nine Stories – Do You Sleep?
- Jeff Buckley – So Real
- Weezer – Say It Ain’t So

1996
- The Cure – The 13th
- Kè – Strange World
- Gary Barlow – Forever Love
- Shakespear’s Sister – I Can Drive
- No Doubt – Don’t Speak
- No Doubt – Excuse Me Mr.
- No Doubt – Sunday Morning
- The Lightning Seeds – What If…

1997
- Blur – Beetlebum
- Blur – On Your Own
- Blur – Song 2
- Maxwell – Whenever, Wherever, Whatever
- Curve – Chinese Burn
- No Doubt – Hey You
- No Doubt – Oi to the World

1998
- James Iha – Be Strong Now
- Maxwell – Luxury: Cococure
- Sparklehorse – Sick of Goodbyes
- Garbage – When I Grow Up (Live Version)
- Garbage – The Trick Is to Keep Breathing
- Rufus Wainwright – April Fools

1999
- Blur – Tender
- Sinéad O’Connor – Chiquita
- Natalie Merchant featuring N'Dea Davenport – Break Your Heart
- Sparklehorse – Pig
- Manic Street Preachers – You Stole the Sun From My Heart
- Garbage – When I Grow Up (US Version)
- Semisonic – Secret Smile
- The Cardigans – Hanging Around
- Sarah McLachlan – Possession
- Sarah McLachlan – I Will Remember
- Emilíana Torrini – To Be Free
- Beth Orton – Central Reservation
- Sarah McLachlan – Ice Cream
- Supergrass – Mary

2000
- Eurythmics – I Saved the World Today
- No Doubt – Simple Kind of Life
- Ute Lemper – The Case Continues
- Doves – Catch the Sun
- Bentley Rhythm Ace – How’d I Do Dat?
- Alisha’s Attic – Push It All Aside
- Alisha’s Attic – Pretender Got My Heart
- JJ72 – Oxygen
- PJ Harvey – Good Fortune
- Sade – By Your Side
- Coldplay – Trouble

2001
- Turin Brakes – The Door
- Sade – King of Sorrow
- Turin Brakes – Underdog (Save Me)
- No Doubt – Bathwater
- PJ Harvey – A Place Called Home
- Nelly Furtado – Turn Off the Light
- Sophie Ellis Bextor – Take Me Home
- PJ Harvey – This Is Love
- Radiohead – I Might Be Wrong
- Sophie Ellis Bextor – Murder on the Dancefloor

2002
- Amy Studt – Just a Little Girl
- Sophie Ellis Bextor – Move This Mountain
- Sugababes – Freak Like Me
- Coldplay – In My Place
- Amy Studt – Misfit
- The Beau Sisters – I Was Only 17
- Sparta – Cut Your Ribbon
- P!nk – Family Portrait
- No Doubt featuring Lady Saw – Underneath It All
- Sophie Ellis Bextor – Music Gets the Best of Me (Beide Versionen)

2003
- Nickel Creek – Speak
- Dolly Parton – I'm Gone
- Dido – Life for Rent
- P!nk – Trouble
- The Raveonettes – That Great Love Sound

2004
- Dixie Chicks – Top of the World
- The Killers – Mr. Brightside
- Sixpence None the Richer – Don't Dream It’s Over
- Maroon 5 – This Love
- Maroon 5 – She Will Be Loved
- Nelly Furtado – Try
- Mindy Smith – Come to Jesus
- Jamelia – See It In a Boy's Eyes
- Sarah McLachlan – World on Fire
- Sarah McLachlan – Stupid
- The Strokes – The End Has No End
- Natasha Bedingfield – These Words (UK Version)
- Vanessa Carlton – White Houses
- Loretta Lynn featuring Jack White – Portland, Oregon

2005
- KT Tunstall – Black Horse & The Cherry Tree
- Garbage – Why Do You Love Me
- Garbage – Bleed Like Me
- Garbage – Sex Is Not the Enemy
- Garbage – Run Baby Run
- Gwen Stefani – Cool
- Coldplay – Fix You
- Faith Hill featuring Tim McGraw – Like We Never Loved at All
- Gwen Stefani – Luxurious

2006
- Shakira featuring Wyclef Jean – Hips Don’t Lie
- Dixie Chicks – Not Ready to Make Nice
- She Wants Revenge – These Things
- Faith Hill – Stealing Kisses
- Lily Allen – Smile
- Beyoncé featuring Jay-Z – Déjà Vu
- Beyoncé – Ring the Alarm
- Sophie Ellis-Bextor – Catch You
- Gwen Stefani – Wind It Up
- Siobhán Donaghy – Don’t Give It Up
- Gwen Stefani – The Sweet Escape

2008
- The Kills – U.R.A. Fever
- The Kills – Cheap and Cheerful
- The Kills – Last Day of Magic
- Leona Lewis – Better in Time
- Leona Lewis – Footprints in the Sand
- The Ting Tings – That's Not My Name
- Gavin Rossdale – Love Remains The Same
- Kings of Leon – Sex on Fire
- Cold War Kids – Something is Not Right With Me
- Duffy – Stepping Stone
- Sarah McLachlan – U Want Me 2
- Duffy – Rain on Your Parade
- Kings of Leon – Use Somebody

2009
- Paloma Faith – Stone Cold Sober
- Shakira – Did It Again
- Shakira feat. Lil Wayne – Give It Up to Me
- P!nk – I Don’t Believe You
- Beyoncé – Broken-Hearted Girl

2010
- Sade – Soldier of Love
- Sade – Babyfather
- Armin van Buuren vs. Sophie Ellis-Bextor – Not Giving Up on Love
- Cheryl Cole – Promise This
- Cheryl Cole – The Flood
- Brandon Flowers – Only The Young
- Kings of Leon – Radioactive

2011
- The Kills – Satellite
- Ellie Goulding – „Lights“
- Noah and the Whale – L.I.F.E.G.O.E.S.O.N.
- Birdy – Skinny Love
- Sade – Love Is Found

2012
- Alicia Keys – Girl On Fire
- No Doubt – Settle Down
- Beyoncé – I Was Here
- No Doubt – Push and Shove
- Labrinth feat. Emeli Sandé – Beneath Your Beautiful

2013
- Rihanna feat. Mikky Ekko – Stay
- Tom Odell – Hold Me
- Garbage und Screaming Females – Because the Night
- Lana Del Rey – Young and Beautiful
- P!nk feat. Lily Rose Cooper – True Love
- Birdy Wings[1]

2014
- OneRepublic – Love runs out
- Sophie Ellis-Bextor – Runaway Daydreame
- Sophie Ellis-Bextor – Love Is a Camera
- Tim McGraw – Lookin' for That Girl
- Birdy – Words As Weapons
- Katy B – Still
- Gwen Stefani – Baby Don't Lie

2015
- Selena Gomez feat. A$AP Rocky – Good for You
- One Direction – Perfect
- Gwen Stefani – Used To Love You

2018
- Kylie Minogue – Dancing
- Bebe Rexha – I´m a Mess

2019
- Shakespears Sister - All The Queen’s Horses

## Auszeichnungen
Sie gewann für das Annie-Lennox-Video „Diva“ einen Grammy Award, für das Musikvideo für „Why?“ von Annie Lennox einen MTV Video Music Award und wurde für einen Grammy für das Eurythmics-Video „Savage“ nominiert. Für das Video der Gruppe Shakespears Sister mit dem Titel „Stay“ erhielt sie den Brit Award.